# Batrachomyia vicaria
Batrachomyia vicaria är en tvåvingeart som först beskrevs av Walker 1849.  Batrachomyia vicaria ingår i släktet Batrachomyia och familjen fritflugor. Inga underarter finns listade i Catalogue of Life.